# Ceratogyrus brachycephalus
Ceratogyrus brachycephalus é uma espécie de aranha pertencente à família Theraphosidae.
Pode ser encontrada no Zimbábue, Botsuana e na África do Sul.